# Хвилі (фільм)
«Хвилі» (англ. Waves) — американський драматичний фільм 2019 року режисера Трея Едварда Шульца. У головних ролях знялися Келвін Гаррісон молодший, Лукас Геджес, Тейлор Рассел, Алекса Демі, Рене Еліз Голдсберрі та Стерлінг К. Браун. У ньому простежується емоційна подорож американської сім'ї з передмістя, коли вони переживають любов, прощення та об'єднання після трагічної втрати.
Світова прем'єра відбулася на кінофестивалі в Тельюрайді 30 серпня 2019 року, а в Сполучених Штатах вийшов 15 листопада 2019 року. Він отримав позитивні відгуки від критиків, які високо оцінили акторську гру, операторську роботу та режисуру.

## Сюжет
Фільм розповідає про події у житті зовні благополучної афроамериканської родини Вільямсів, яка мешкає у південній Флориді. Батько сімейства Рональд тисне на свого 18-річного сина Тайлера, очікуючи від нього успіхів у навчанні та спорті. Тайлер — член шкільної команди боротьби, що має забезпечити йому потрапляння до коледжу наступного року. Побоюючись негативної реакції батька, він приховує від батьків інформацію про тяжку травму плеча, яка ставить хрест на його спортивній кар'єрі. Одночасно хлопець дізнається про вагітність своєї шкільної подруги та безуспішно намагається змусити її зробити аборт. Тайлер намагається заглушити свої переживання випивкою та наркотиками, що зрештою призводить до трагічної розв'язки, яка поставить родину на межу розпаду.

## У ролях
| Актор                    | Роль                                           |
| ------------------------ | ---------------------------------------------- |
| Келвін Гаррісон молодший | Тайлер Вільямс                                 |
| Тейлор Рассел            | Емілі Вільямс (молодша сестра Тайлера)         |
| Стерлінг К. Браун        | Рональд Вільямс (батько Тайлера та Емілі)      |
| Лукас Геджес             | Люк (товариш Тайлера та коханий Емілі)         |
| Рене Еліз Голдсберрі     | Рене Еліз Голдсберрі (мачуха Тайлера та Емілі) |
| Алекса Демі              | Алексіс Лопес (дівчина Тайлера)                |
| Кліфтон Коллінз молодший | Боббі Лопес (батько Алексіс)                   |
| Віві Пінеда              | Хелена Лопес (мати Алексіс)                    |
| Ніл Гафф                 | Білл                                           |
| Білл Вайз                | тренер Вайз                                    |
| Гармоні Корін            | містер Стенлі                                  |
| Кріша Фейрчайлд          | вчитель англійської мови                       |